# مايكو إيوتشي
مايكو إيوتشي (井内舞子 إيوتشي مايكو) هي ملحنة يابانية ولدت في 2 يناير في محافظة هيروشيما.

## أعمالها في الأنمي

### مسلسلات أنمي تلفزيونية
- اهلا بك في عالم السحرة
- إندكس معينة خاصة بالسحر II
- إندكس معينة خاصة بالسحر III
- رايلغان معينة خاصة بالعلم
- رايلغان معينة خاصة بالعلم S
- أكسيليريتر معين خاص بالعلم
- سيليكتور إنفكتد ويكروس
- سيليكتور سبريد ويكروس
- لوستوريج إنسايتد ويكروس
- لوستوريج كونفليتد ويكروس
- هيفي أوبجيكت (بالتعاون مع كيجي إيناي)
- Rewrite
- طوكيو ريفنز
- سأنتظر في الصيف
- هاكيو هوشين إنغي
- ريرايديد: ديريدا القافز عبر الزمن
- دوغ دايز
- دوغ دايز'
- دوغ دايز

### أفلام أنمي
- إندكس معينة خاصة بالسحر: معجزة إنديميون
- سيليكتور دستراكتد ويكروس

## وصلات خارجية
- مايكو إيوتشي على موقع ميوزك برينز (الإنجليزية)